# عملية التقاط النيوترون البطيئة

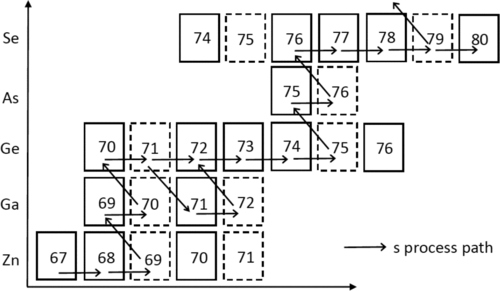
المسار الرئيسي لعملية التخليق النووي في النجوم الضخمة أثناء احتراق نواة الهيليوم. تُمثل المربعات الصلبة النظائر المستقرة، بينما تُمثل المربعات المتقطعة النظائر غير المستقرة.

عملية التقاط النيوترون البطيئة (يرمز لها اختصاراً s-process) في الفيزياء الفلكية النووية هي سلسلة من التفاعلات النووية التي تحدث في النجوم، وخاصة العماليق المقاربة. تعد عملية التقاط النيوترون البطيئة المسؤولة عن التخليق النووي لحوالي نصف نوى الذرات الأثقل من الحديد.
في هذه العملية تخضع نواة الذرة إلى التقاط النيوترون لتشكل نظيراً له كتلة ذرية أعلى. إذا كان النظير المتشكل مستقراً يمكن أن تحدث سلسلة من الازديادات في الكتلة؛ ولكن بالمقابل إن كان النظير غير مستقراً فتحدث عملية اضمحلال شعاعي على شكل أشعة بيتا، وينتج عن ذلك تشكل عنصر له عدد ذري أعلى. تدعى العملية بالبطيئة لوجود وقتٍ كافٍ لحدوث عملية الاضمحلال الشعاعي فبل أن تحدث عملية التقاط نيوترون أخرى.
وصفت العملية أول مرة في منشور علمي نشر سنة 1957 من العلماء مارغاريت بوربيدج وجيوفري بوربيدج ووليام فاولر وفريد هويل؛ حيث اشتهر هذا المنشور العلمي لاحقاً بالاختصار B2FH.

## اقرأ أيضاً
- عملية التقاط النيوترون السريعة